# Relations entre le Bangladesh et le Pakistan
Le Bangladesh et le Pakistan sont deux pays situés dans l'Asie du Sud sans frontières communes et séparés par l'Inde. À l'origine faisant partie d'un même Pakistan à l'issue de la séparation du Raj britannique en 1947 à l'initiative de la Ligue musulmane. Le Pakistan occidental et oriental se séparent officiellement en 1971 après la troisième guerre indo-pakistanaise. C'est la fin d'un pays musulman uni en Asie du Sud, les deux entités sont aujourd'hui encore majoritairement musulmanes avec respectivement 89 % et 96 % de la population.
La relation entre les deux pays découle toujours de ce passé commun et de leur séparation. En effet, le génocide bangladais qui n'est pas reconnu par le Pakistan après l'opération Searchlight en 1971 qui a fait, selon les estimations trois millions de morts et plusieurs millions de déplacés.
Les deux pays sont membres de l'Organisation de la coopération islamique ainsi que de l'Association sud-asiatique pour la coopération régionale. Le Bangladesh possède un haut-commissariat à Islamabad, un haut consulat à Lahore et deux autres consulats à Karachi et à Peshawar. Le Pakistan possède quant à lui un haut-commissariat à Dacca.

## Histoire

### Avant 1971
La création d'un État musulman résulte de la volonté marquée depuis 1933 par la Ligue musulmane. Après la Seconde Guerre mondiale, les régions à majorité  musulmane se séparent de l'Inde. La partie est du Pakistan vote majoritairement en faveur de la séparation en raison d'une forte population appartenant à la religion musulmane surtout d'une situation sociale défavorable. En effet, les Bengalis hindous sont majoritairement propriétaires alors que les musulmans sont généralement des paysans et font partie d'une sous-caste. Lors de la création du Pakistan, le pays est alors uni par une religion commune en adaptation avec la théorie des deux nations, et les déplacements massifs vers les territoires pakistanais des musulmans habitant en Inde vont confirmer la tendance.

#### Mouvement linguistique

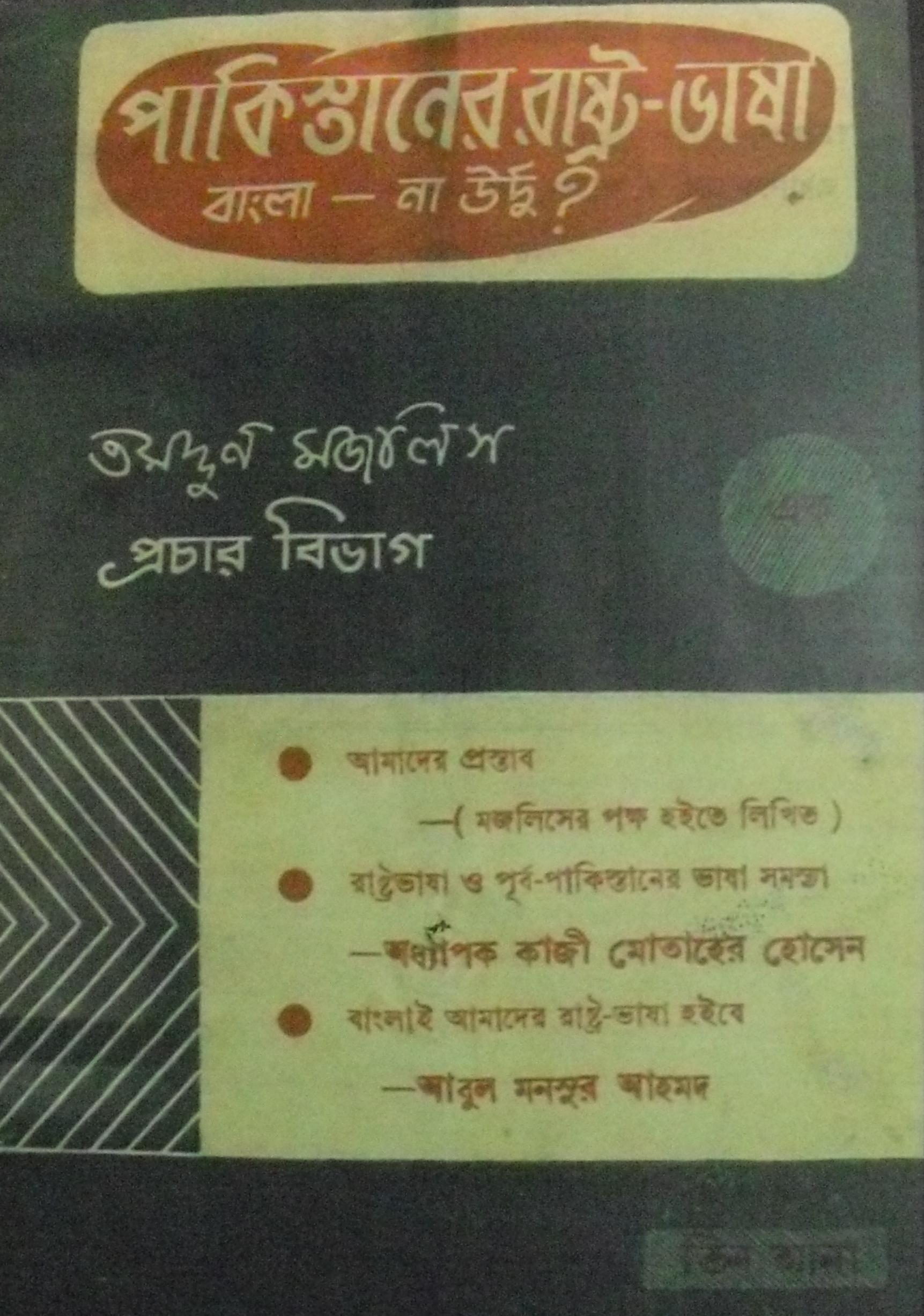
Le pamphlet représentant la lutte pour le bengali Pakistaner Rashtra Bhasha Bangla Na Urdu.

C'est alors que le Pakistan devient la première République Islamique. Cependant, l'unification passe aussi par la culture pour un pays détaché de plus de 2 000 km avec entre autres une langue officielle commune. C'est ce facteur qui enclencha les mésententes entre les deux parties. Après un mois d'indépendance, des protestations commencèrent à s'organiser dans la partie orientale du pays en réponse à l'utilisation de l'ourdou et de l'anglais sur les documents administratifs comme les timbres ou encore les billets de banque. Le 15 septembre 1947, le pamphlet « Pakistaner Rashtra Bhasha: Bangla Na Urdu? » (« পাকিস্তানের রাষ্ট্রভাষা: বাংলা না উর্দু? » en bengali soit « La langue nationale du Pakistan : le bengali ou l'ourdou »). C'est alors qu'est né le mouvement pour la langue et le Taddadum Majlis (Association culturelle) à Dacca pour instituer le bengali comme langue officielle au Bengale tandis que le Pakistan occidental garderait l'ourdou. En effet, l'imposition de l'ourdou, alors parlé par moins de 5 % de la population est en net contraste avec la présence écrasante des 64 % de locuteurs bengalis,. En novembre 1947, le ministre de l'éducation bengali affirme que seuls l'ourdou et l'anglais seront gardés et que le bengali ne sera plus utilisé. Le 23 février 1948, la première assemblée constituante du Pakistan est marquée par l'intervention de Direndra Nath Dutta, membre du parti Pakistan National Congress et déposant une résolution pour placer le bengali au statut de langue nationale au côté de l'ourdou et de l'anglais, elle est rejetée tant par des membres non bengalis que bengalis. Des grèves sont enclenchées dans la région orientale en février et mars 1948 mais ces revendications sont mal vues par le pouvoir en place et des centaines d'activistes sont arrêtés. Avant l'arrivée de Muhammed Ali Jinnah, le ministre du Bengale Khawajw Nazimuddin assura la libération des manifestants prisonniers ainsi que la mise en place du bengali comme langue officielle avec l'abandon de l'anglais. Cette signature n'ayant que pour but que de calmer les tensions, le Qaid i Azam Jinnah, le 21 mars, confirma en effet la place de l'ourdou comme langue nationale dans tout le pays. 
Outre l'attaque identitaire auprès des 44 millions de Bengalis sur les 69 millions de Pakistanais, la politique linguistique déchire le pays et affirme la différence entre la partie orientale et occidentale du pays. Le 6 avril 1948, l'assemblée du Bengale confirme le bengali comme langue officielle dans le seul Bengale aux dépens des manifestants qui sont pour le pouvoir un danger communiste en période de guerre froide. Le 1er janvier 1949, le respecté professeur Mohammed Shahidullah prononce annonce au Daily Azad que « Il est vrai qu'il y a des hindous et des musulmans. Mais ce qui transcende [ce fait] c'est qu'ils sont en essence des Bengalis. C'est la réalité. La nature nous a marqué de ses propres mains avec une appartenance au Bengale qu'il est impossible de s'en séparer. »,. L'identité bengali s'affirme et la ligue ("musulmane" entre 1949 et 1955) Awami commence à demander une indépendance plus forte en s'installant comme un parti nationaliste.
En 1952, le différend prend une tournure capitale avec la déclaration, le 26 janvier, du premier ministre Nazimuddin affirmant vouloir faire de l'ourdou la langue unique du pays. Les réactions ne se font pas attendre avec une série de manifestations dès le 28 janvier en protestation avec des réunions entre plusieurs groupes politiques. C'est alors que le mouvement connaît une interdiction de manifester sous la section 144 de la loi pakistanaise le 20 février. Les étudiants de Dacca refusent de se plier à cet ordre et décident d'outrepasser la section 144 le 21 février,. La manifestation dégénère avec 5 morts et des centaines de blessés chez les manifestants et de nombreux incidents,. Cet événement marque considérablement les esprits et renforce le mouvement contestataire avec des manifestations de plus en plus massives et une fermeture de l'université de Dacca le 25 février marque la fin de la contestation et le début de la confrontation de l'aversion entre les deux blocs[réf. souhaitée]. Cependant, le 7 mai 1954 les revendications des Bengalis sont prises en compte et le Pakistan accepte lors de son assemblée constituante une troisième langue officielle. Le bengali prend alors sa place en 1956 avec la première constitution dans l'article 214.

#### Précarité
Les différends d'ordre économique sont présents depuis le début du Pakistan entre la partie occidentale et orientale. Formant un même pays, ce qui sera plus tard le Bangladesh et le Pakistan avait déjà un fossé économique. En effet, le Bengale s'est allié à la ligue musulmane pour des raisons économiques et sociales. Malgré une population plus importante à l'Est, la province orientale ne bénéficiait que de 20 % des fonds alloués par le gouvernement pour le développement[réf. souhaitée]. Ainsi, les structures comme les écoles ont connu une croissance plus importance à l'Ouest. Les différences entre le "Centre" (Pakistan occidental) et l'actuel Bangladesh étaient visibles aussi à travers les salaires qui pouvaient connaître un différentiel de plus de 200 roupies[réf. souhaitée]

#### Pouvoir et représentation
Les Bengalis représentant la majorité de la population, le pouvoir est détenu cependant principalement par les Mohajirs et les Pendjabis,. Sur les 79 sièges de la première assemblée constituante du Pakistan, 44 sièges étaient à l'origine pourvus à l'Est, cependant ce dernier laissa plusieurs sièges à l'Ouest et s'est ainsi rendu minoritaire. La population ne se sent pas représentée et le coup d'État de 1957 va accentuer ce ressentiment avec la suppression des groupes politiques. Le Pakistan oriental n'a plus connu de représentation concrète, ce qui mènera à la guerre de 1971.

#### Guerre d'indépendance
Après les élections de 1970, le Pakistan doit être gouverné par un membre de la partie orientale du pays —Sheik Mujibur Rahman — après la victoire de la Ligue Awami cependant, Ali Bhutto, membre du Parti du peuple pakistanais ne souhaite pas que ce scénario se réalise et demande une partition des pouvoirs. Les négociations n'ayant pas abouti, les affrontements commencèrent dès le 25 mars 1971. La répression de l'armée, majoritairement issue de l'Ouest dure pendant plusieurs mois au sein de la population faisant entre 500 000 et 3 millions de victimes,. La guerre de libération se termine le 16 décembre 1971 avec l'autonomie du Bangladesh qui est reconnu comme pays par les Nations unies et le Pakistan (sous pression du monde musulman) en 1974. La première visite officielle d'un dirigeant pakistanais se déroule en 1976.

#### Génocide
L'un des épisodes marquants de cette guerre d'indépendance est l'Operation Searchlight qui visait les minorités et a fait plus de 500 000 morts en 1971. Depuis cette date, le Bangladesh cherche à faire reconnaître le génocide au Pakistan qui n'a toujours pas tenu compte de son rôle dans ces événements,. Les massacres qui se sont produits lors de la guerre d'indépendance n'ont pas connu de réponses dans le cadre international. En effet, aucune action de l'ONU n'est faite pour pallier cette guerre, ce qui est vécu comme une erreur de la part de certains diplomates présents sur place comme l'Américain Archer Blood. Le fait que le Pakistan ne reconnaisse pas depuis 1971 le génocide marque les relations entre les deux pays,.

### Après 1971

Benazir Bhutto rencontrant des parlementaires bangladais.

C'est le 22 février 1974 que le Pakistan reconnaît le Bangladesh, au cours du deuxième sommet islamique, à Lahore.

### Tribunal international des crimes
En 2013, plusieurs personnalités du Jamaat-e-islami sont condamnés par le Tribunal international des crimes créé en 2010 pour leur rôle dans les crimes commis en 1971. Ce tribunal controversé vise en particulier les politiciens musulmans qui représentent la première force politique du pays. Une condamnation à mort est prononcée à l'encontre d'un haut responsable, ce qui entraîna des émeutes dans le pays. Ce tribunal a compliqué les relations entre les deux pays. En effet, les ambassades respectives des deux pays ont été menacées par des manifestations au Bangladesh ainsi qu'au Pakistan.

### Incident de 2015
Accusé d'avoir financé des groupes terroristes et d'avoir émis de la fausse monnaie, l'attaché au haut-commissariat à Dacca, Muhammad Khan a été rappelé à Islamabad en janvier. Les mêmes allégations sont dirigées vers Farina Arshad en décembre de la même année qui sera aussi renvoyé au Pakistan,.

## Économie
Les liens économiques entre le Pakistan et le Bangladesh sont cependant stables. En 2002, après la visite du ministère du commerce pakistanais un accord de libre échange entre les deux pays est envisagé et les négociations sont en cours.
| Année     | Import | Export  | Ratio    |
| --------- | ------ | ------- | -------- |
| 2009-2010 | 77,67  | 323,7   | 1:4,16   |
| 2010-2011 | 86,79  | 669,3   | 1:7,71   |
| 2011-2012 | 73,21  | 517,1   | 1:7,06   |
| 2012-2013 | 68,70  | 488,4   | 1:7,10   |
| 2013-2014 | 56,04  | 530,53  | 1: 9,47  |
| 2014-2015 | 57,57  | 481,82  | 1:8,39   |
| 2015-2016 | 47,07  | 507,468 | 1: 10,78 |